# Corydalis bulleyana
Corydalis bulleyana là một loài thực vật có hoa trong họ Anh túc. Loài này được Diels mô tả khoa học đầu tiên năm 1912.